# Xã York, Quận Clark, Illinois
Xã York (tiếng Anh: York Township) là một xã thuộc quận Clark, tiểu bang Illinois, Hoa Kỳ. Năm 2010, dân số của xã này là 551 người.